# John Fedorowicz

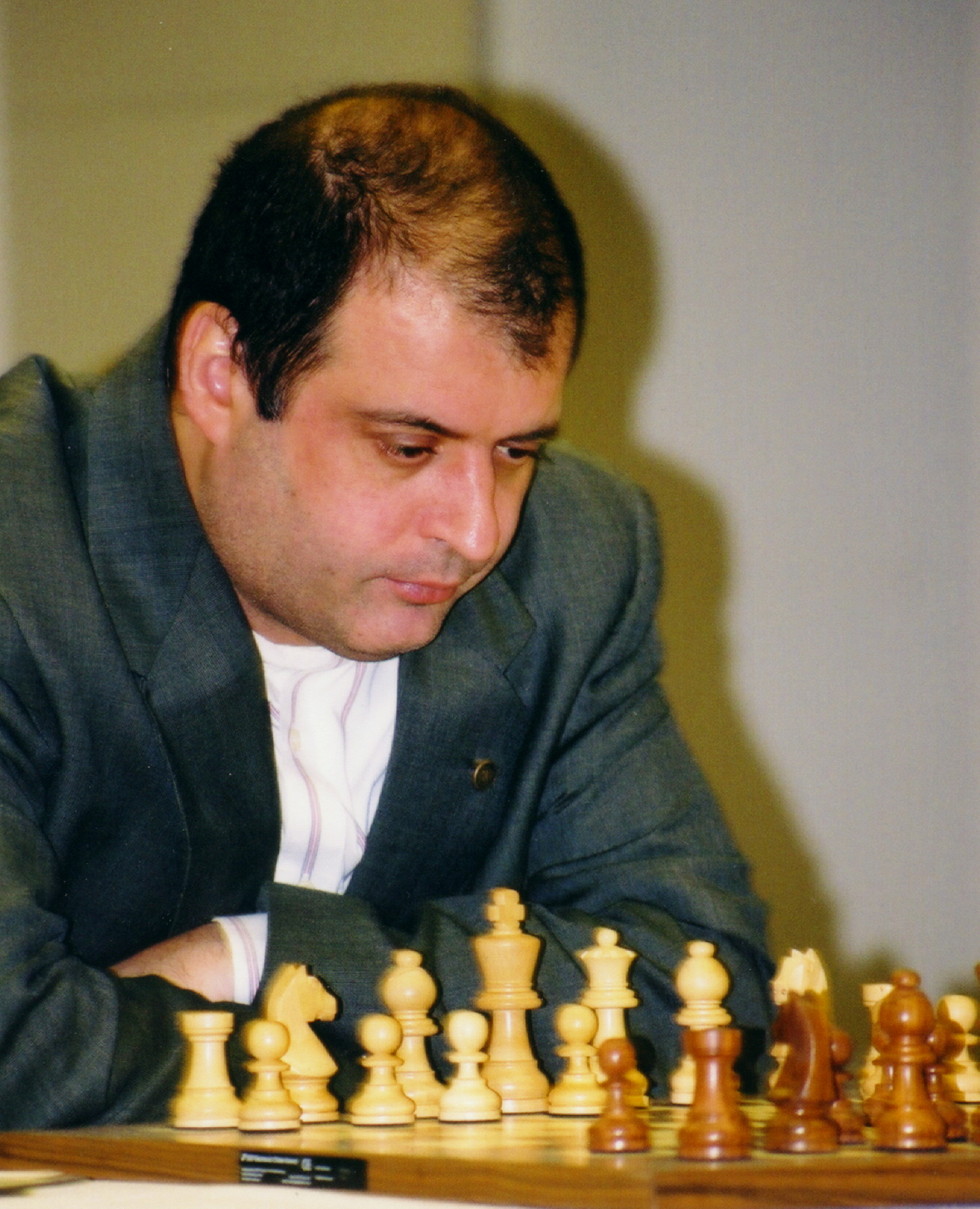
John Fedorowicz

John Fedorowicz (The Bronx, 27 september 1958) is een Amerikaanse schaker met FIDE-rating 2425 in 2017. Hij is sinds 1986 een grootmeester (GM). 
Als 13-jarige leerde Fedorowicz schaken, geïnspireerd door de tweekamp tussen Bobby Fischer en Boris Spasski om het wereldkampioenschap schaken in 1972. Hij ontwikkelde zich snel: in 1977 gedeeld jeugdkampioen in de VS, in 1978 ongedeeld kampioen. Reeds in 1978 verkreeg hij de titel Internationaal Meester (IM). In 1980 won hij het US-Open, gedeeld met Florin Gheorghiu. In 1984 werd hij derde bij het kampioenschap van de VS en in 1984/85 tweede in Hastings. Bij de Dortmunder Schachtage 1986  werd hij gedeeld tweede, achter de winnaar Zoltan Ribli. In 1986 verkreeg hij de titel grootmeester (GM).
Fedorowicz won vier keer het World-Open in Philadelphia, in 1987 won hij in Cannes en Sesimbra, in 1989 won hij het New York Open, in 1990 won hij in Wijk aan Zee. 
Bij het  28e World Open, gehouden van 28 juni t/m 4 juli 2000 in Philadelphia, eindigden acht spelers met 7 pt. uit 9, onder wie John Fedorowicz; het toernooi werd na de tie-break gewonnen door Joel Benjamin. 
Fedorowicz was in 1996 secondant van Gata Kamsky bij zijn tweekamp om het FIDE-wereldkampioenschap in Elista tegen Anatoli Karpov.
Hij is live commentator in de Amerikaanse Internet Chess Club, de grootste internet-schaakclub ter wereld; ook is hij de auteur van talrijke artikelen en boeken. 

## Resultaten in schaakteams

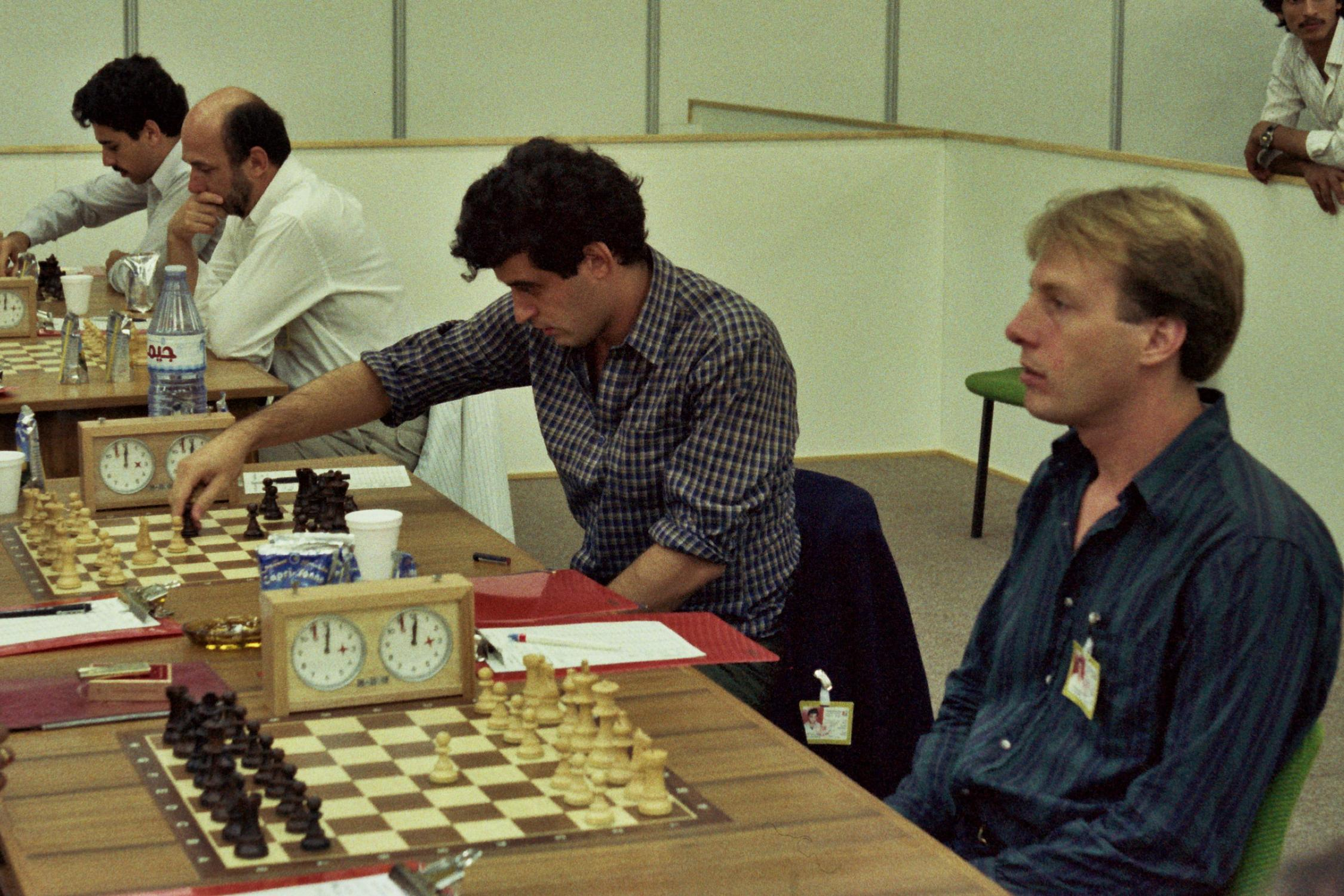
Yasser Seirawan, Lubomir Kavalek, John Fedorowicz en Nick de Firmian op de Schaakolympiade 1986

Fedorowicz nam met het team van de VS deel aan de Schaakolympiade 1986 in Dubai (3e plaats) en 1990 in Novi Sad (2e plaats). Tevens was hij lid van het Amerikaanse team bij het Wereldkampioenschap voor landenteams 1989 in Luzern.

## Schaakverenigingen
In de United States Chess League speelde Fedorowicz van 2008 tot 2011 voor de New York Knights, waarmee hij in 2009 en 2011 kampioen werd. In de Duitse bondscompetitie speelde hij in seizoen 1988/89 voor SG Porz.

## Externe koppelingen
- (en)   Informatie over schaakpartijen van John Fedorowicz op ChessGames.com
- (en)   Informatie over schaakpartijen van John Fedorowicz op 365chess.com
- (en)  FIDE-ratinggegevens voor John Fedorowicz